# Alojzy Tadeusz Schuster

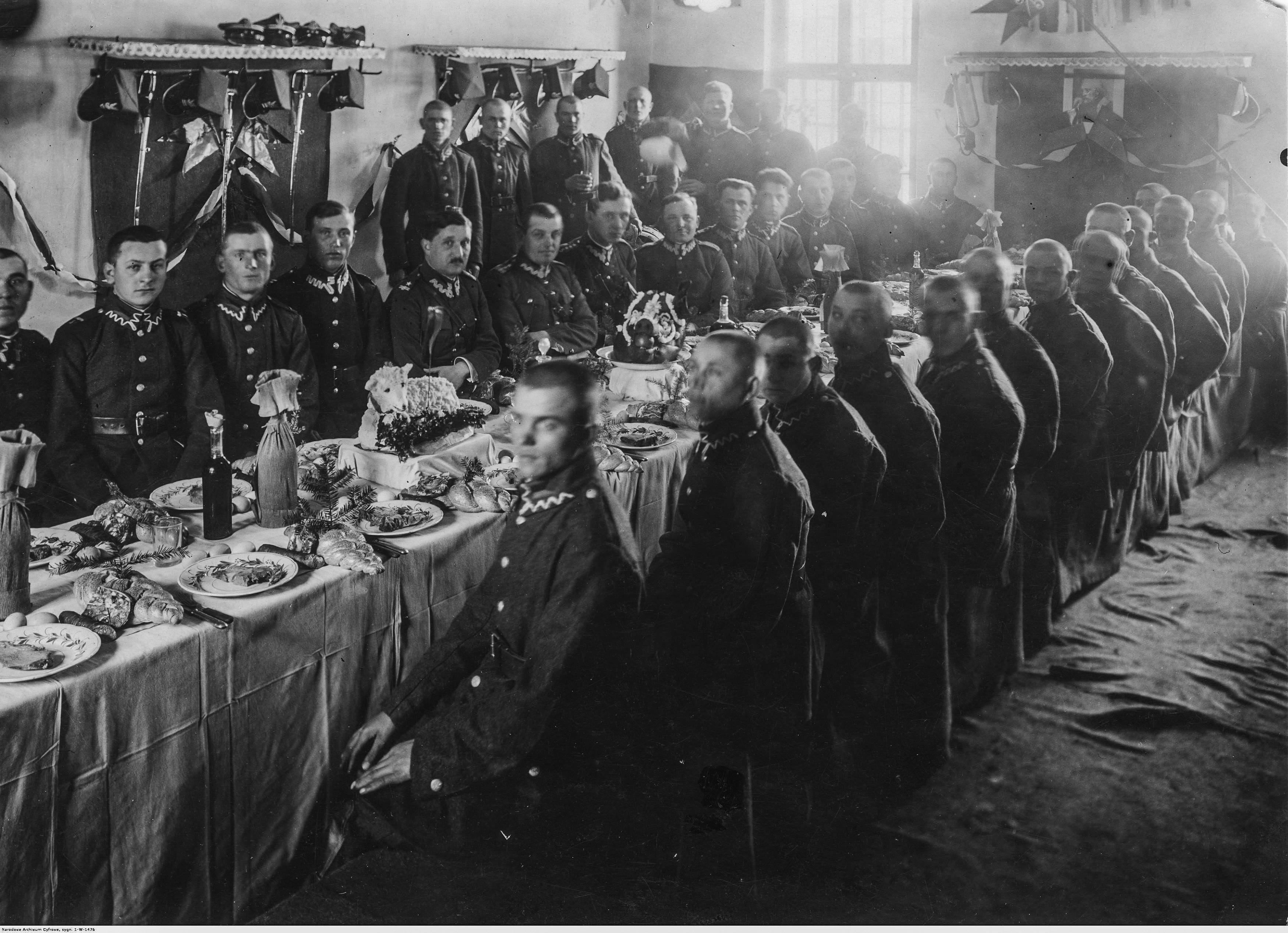
Żołnierskie śniadanie wielkanocne w III baterii 5 dak w Krakowie. D-ca ppłk Alojzy Szuster siedzi za stołem szósty od lewej.

Alojzy Tadeusz Schuster (ur. 17 marca 1890 w Makowie, zm. wiosną 1940 w Charkowie) – podpułkownik artylerii Wojska Polskiego, ofiara zbrodni katyńskiej.

## Życiorys
Syn Ludwika i Julii z Wasyanowiczów urodzony 17 marca 1890 w Makowie w ówczesnym powiecie myślenickim Królestwa Galicji i Lodomerii. W 1910 został powołany do służby w cesarskiej i królewskiej Armii, w charakterze jednorocznego ochotnika. Na stopień kadeta rezerwy został mianowany ze starszeństwem z 1 stycznia 1912 i przydzielony w rezerwie do c. i k. Dywizjonu Artylerii Konnej Nr 11 we Lwowie. W czasie I wojny światowej walczył w szeregach macierzystego oddziału, który w 1916 został przemianowany na Dywizjon Artylerii Konnej Nr 4, a później na Pułk Artylerii Polowej Nr 4K. Na stopień porucznika rezerwy został mianowany ze starszeństwem z 1 listopada 1914, a na stopień nadporucznika rezerwy ze starszeństwem z 1 sierpnia 1916 w korpusie oficerów artylerii polowej i górskiej.
Brał udział w wojnie z bolszewikami m.in. w wyprawie kijowskiej jako porucznik i kapitan 5 Lwowskiego pułku artylerii polowej, w którym dowodził 2 baterią „Julia”. Z końcem 1920 został odkomenderowany na stanowisko dowódcy baterii zapasowej artylerii konnej nr 2 we Lwowie. Na tym stanowisku 9 września 1920 został zatwierdzony z dniem 1 kwietnia 1920 w stopniu kapitana, w artylerii, w grupie oficerów byłej armii austriacko-węgierskiej.
W czerwcu 1921 awansowany na majora. Wiosną 1922 objął stanowisko zastępcy dowódcy tworzącego się 10 dywizjonu artylerii konnej w Jarosławiu. 3 maja 1922 został zweryfikowany w stopniu majora ze starszeństwem od 1 czerwca 1919 i 110. lokatą w korpusie oficerów artylerii. W końcu 1922 został dowódcą 5 dywizjonu artylerii konnej w Krakowie. 1 grudnia 1924 prezydent RP nadał mu stopień podpułkownika z dniem 15 sierpnia 1924 i 24. lokatą w korpusie oficerów artylerii. W styczniu 1928 został przeniesiony do kadry oficerów artylerii z równoczesnym przydziałem na stanowisko rejonowego inspektora koni w Skierniewicach. W marcu 1929 został zwolniony z zajmowanego stanowiska i oddany do dyspozycji dowódcy Okręgu Korpusu Nr IV, a z dniem 31 sierpnia tego roku przeniesiony w stan spoczynku. W 1934, jako oficer stanu spoczynku pozostawał w ewidencji Powiatowej Komendy Uzupełnień Kraków Miasto. Posiadał przydział do Oficerskiej Kadry Okręgowej Nr V. Był wówczas „przewidziany do użycia w czasie wojny”.
W 1935 mieszkał w Krakowie przy ul. Szlak 47. Pracował w Hucie Hubertus w Bytomiu-Łagiewnikach. Był członkiem Polskiego Stowarzyszenia Inżynierów i Techników Województwa Śląskiego. 
We wrześniu 1939 zmobilizowany. 19 września 1939 w miejscowości Bursztyn dostał się do niewoli sowieckiej wraz z grupą gen. bryg. Piotra Skuratowicza i został wywieziony do obozu w Starobielsku. Wiosną 1940 zamordowany przez funkcjonariuszy NKWD w Charkowie i pogrzebany w bezimiennej, zbiorowej mogile w Piatichatkach, gdzie od 17 czerwca 2000 mieści się oficjalnie Cmentarz Ofiar Totalitaryzmu w Charkowie. Figuruje na tzw. liście Gajdideja (poz. 3795).
5 października 2007 minister obrony narodowej Aleksander Szczygło mianował go pośmiertnie na stopień pułkownika. Awans został ogłoszony 9 listopada 2007 w Warszawie, w trakcie uroczystości „Katyń Pamiętamy – Uczcijmy Pamięć Bohaterów”.
Dąb Pamięci Alojzego Schustera został posadzony w październiku 2008 przy kościele parafii Przemienienia Pańskiego w Zuzeli.

## Ordery i odznaczenia
- Krzyż Walecznych czterokrotnie[24][25][26][27]
- Złoty Krzyż Zasługi – 22 sierpnia 1939 „za zasługi na polu pracy społecznej”[28]
- Medal Pamiątkowy za Wojnę 1918–1921[1]
- Medal Dziesięciolecia Odzyskanej Niepodległości[1]
- Odznaka Pamiątkowa Artylerii Konnej[29]

5 listopada 1935 Komitet Krzyża i Medalu Niepodległości odrzucił wniosek o nadanie mu tego odznaczenia „z powodu braku pracy niepodległościowej”.
austriackie
- Krzyż Zasługi Wojskowej 3 klasy z dekoracją wojenną i mieczami[5]
- Srebrny Medal Zasługi Wojskowej z mieczami na wstążce Krzyża Zasługi Wojskowej dwukrotnie[5]
- Brązowy Medal Zasługi Wojskowej z mieczami na wstążce Krzyża Zasługi Wojskowej[5]
- Krzyż Wojskowy Karola[5]